# Neozygites heteropsyllae
Neozygites heteropsyllae är en svampart som beskrevs av Villac. & Wilding 1994. Neozygites heteropsyllae ingår i släktet Neozygites och familjen Neozygitaceae.   Inga underarter finns listade i Catalogue of Life.